# Mixophyes fasciolatus
Mixophyes fasciolatus és una espècie de granota que viu a Austràlia.